# اوکلند (کامیونیتی)، شهرستان بورنت، ویسکانسین
اوکلند (به انگلیسی: Oakland) یک منطقهٔ مسکونی در ایالات متحده آمریکا است که در شهرستان بارنت، ویسکانسین واقع شده‌است. اوکلند ۳۰۱٫۱۵ متر بالاتر از سطح دریا واقع شده‌است.